# Же, Венсан
Венса́н Же (фр. Vincent Jay; 18 мая 1985, Сен-Мартен-де-Бельвиль, Савойя, Рона — Альпы) — французский биатлонист, олимпийский чемпион 2010 года в спринте и бронзовый призёр в преследовании.
В сезоне 2012/2013 на втором этапе после личных соревнований объявил о завершении спортивной карьеры, объяснив своё решение тем, что ему «сложно было соответствовать уровню, на котором должен выступать олимпийский чемпион».

## Спортивная карьера

### Юниорские достижения
- Серебряный призёр чемпионата мира 2005 года среди юниоров в эстафете.
- Чемпионат мира среди юниоров 2006 года — 1-е место в эстафете, серебро в спринте.

### Олимпийские достижения
Зимние Олимпийские игры 2010 стали для Венсана дебютными в карьере. Первая же олимпийская гонка — спринт на 10 километров закончилась для Же триумфом: опередив более чем на 12 секунд норвежца Эмиля Хегле Свендсена, он выиграл гонку и завоевал титул олимпийского чемпиона. Интересно, что на кубке мира в Уистлере («репетиция» Олимпиады) на Олимпийской трассе в 2009 году он также победил, только в индивидуальной гонке.

### Карьера в Кубке мира
- Дебют в кубке мира — 26 марта 2006 года в спринтерской гонке в Хольменколлене — 65 место.
- Первое попадание в очковую зону — 7 декабря 2007 года 30 место в спринтерской гонке в Хохфильцене.
- Первый подиум и сразу победа — 11 марта 2009 года в индивидуальной гонке в Ванкувере.

| Результат                       | Инд | Спр | Пр | МС | Всего | Эст | См | Всего |
| ------------------------------- | --- | --- | -- | -- | ----- | --- | -- | ----- |
| 1 место                         | 1   | 1   | -  | -  | 2     | 1   | -  | 2     |
| 2 место                         | -   | -   | -  | -  | -     | 2   | -  | 1     |
| 3 место                         | -   | -   | -  | -  | -     | 1   | -  | 1     |
| Финиш в 10-ке                   | 2   | 1   | 1  | 1  | 5     | 9   | 1  | 10    |
| Финиш в очках                   | 7   | 11  | 7  | 5  | 30    | 10  | 1  | 11    |
| Вне очков                       | 4   | 17  | 4  | -  | 25    | -   | -  | -     |
| Старты                          | 11  | 28  | 11 | 5  | 55    | 10  | 1  | 11    |
| по состоянию на 14 февраля 2010 |     |     |    |    |       |     |    |       |

### Общий зачет в Кубке мира
- 2007—2008 — 83-е место
- 2008—2009 — 29-е место
- 2009—2010 — 11-е место
- 2010—2011 — 20-е место
- 2011—2012 — 48-е место
- 2012—2013 — 99-е место

### Результаты выступлений в Кубке мира
| 2012/13 Итоги | 2012/13 Итоги | Эстерсунд | Эстерсунд | Эстерсунд | Эстерсунд | Хохфильцен | Хохфильцен | Хохфильцен | Поклюка | Поклюка | Поклюка | Оберхоф | Оберхоф | Оберхоф | Рупольдинг | Рупольдинг | Рупольдинг | Антхольц | Антхольц | Антхольц | ЧМ Нове-Место | ЧМ Нове-Место | ЧМ Нове-Место | ЧМ Нове-Место | ЧМ Нове-Место | ЧМ Нове-Место | Хольменколлен | Хольменколлен | Хольменколлен | Сочи | Сочи | Сочи | Ханты-Мансийск | Ханты-Мансийск | Ханты-Мансийск |
| Очков         | Место         | См        | Инд       | Спр       | Пр        | Спр        | Пр         | Эст        | Спр     | Пр      | МС      | Эст     | Спр     | Пр      | Эст        | Спр        | МС         | Спр      | Пр       | Эст      | См            | Спр           | Пр            | Инд           | Эст           | МС            | Спр           | Пр            | МС            | Инд  | Спр  | Эст  | Спр            | Пр             | МС             |
| 2             | 99            | —         | 48        | 68        | —         | 39         | 42         | 2          | —       | —       | —       | —       | —       | —       | —          | —          | —          | —        | —        | —        | —             | —             | —             | —             | —             | —             | —             | —             | —             | —    | —    | —    | —              | —              | —              |

| 2011/12 Итоги | 2011/12 Итоги | Эстерсунд | Эстерсунд | Эстерсунд | Хохфильцен | Хохфильцен | Хохфильцен | Хохфильцен | Хохфильцен | Хохфильцен | Оберхоф | Оберхоф | Оберхоф | Нове-Место | Нове-Место | Нове-Место | Антхольц | Антхольц | Антхольц | Хольменколлен | Хольменколлен | Хольменколлен | Контиолахти | Контиолахти | Контиолахти | ЧМ Рупольдинг | ЧМ Рупольдинг | ЧМ Рупольдинг | ЧМ Рупольдинг | ЧМ Рупольдинг | ЧМ Рупольдинг | Ханты-Мансийск | Ханты-Мансийск | Ханты-Мансийск |
| Очков         | Место         | Инд       | Спр       | Пр        | Спр        | Пр         | Эст        | Спр        | Пр         | См         | Эст     | Спр     | МС      | Инд        | Спр        | Пр         | Спр      | МС       | Эст      | Спр           | Пр            | МС            | См          | Спр         | Пр          | См            | Спр           | Пр            | Инд           | Эст           | МС            | Спр            | Пр             | МС             |
| 130           | 48            | 50        | 54        | 42        | 73         | —          | 3          | 9          | 23         | —          | 7       | 67      | —       | 15         | 28         | 24         | 55       | —        | —        | 39            | 31            | —             | 1           | 43          | DNS         | —             | —             | —             | 29            | —             | —             | —              | —              | —              |

| 2010/11 Итоги | 2010/11 Итоги | Эстерсунд | Эстерсунд | Эстерсунд | Хохфильцен | Хохфильцен | Хохфильцен | Поклюка | Поклюка | Поклюка | Оберхоф | Оберхоф | Оберхоф | Рупольдинг | Рупольдинг | Рупольдинг | Антхольц | Антхольц | Антхольц | Преск-Айл | Преск-Айл | Преск-Айл | Форт-Кент | Форт-Кент | Форт-Кент | ЧМ Ханты-Мансийск | ЧМ Ханты-Мансийск | ЧМ Ханты-Мансийск | ЧМ Ханты-Мансийск | ЧМ Ханты-Мансийск | ЧМ Ханты-Мансийск | Хольменколлен | Хольменколлен | Хольменколлен |
| Очков         | Место         | Инд       | Спр       | Пр        | Спр        | Пр         | Эст        | Инд     | Спр     | См      | Эст     | Спр     | МС      | Инд        | Спр        | Пр         | Спр      | МС       | Эст      | Спр       | См        | Пр        | Спр       | Пр        | МС        | См                | Спр               | Пр                | Инд               | Эст               | МС                | Спр           | Пр            | МС            |
| 397           | 20            | 30        | 48        | 34        | 22         | 27         | 3          | 5       | 20      | 3       | 6       | 62      | 15      | 9          | 11         | 16         | 24       | 10       | 7        | 14        | 2         | 11        | 65        | —         | 24        | —                 | 45                | 56                | 19                | 12                | —                 | 70            | —             | 13            |

| 2009/10 Итоги | 2009/10 Итоги | Эстерсунд | Эстерсунд | Эстерсунд | Хохфильцен | Хохфильцен | Хохфильцен | Поклюка | Поклюка | Поклюка | Оберхоф | Оберхоф | Оберхоф | Рупольдинг | Рупольдинг | Рупольдинг | Антхольц | Антхольц | Антхольц | ОИ Ванкувер | ОИ Ванкувер | ОИ Ванкувер | ОИ Ванкувер | ОИ Ванкувер | Контиолахти | Контиолахти | Контиолахти | Хольменколлен | Хольменколлен | Хольменколлен | Ханты-Мансийск | Ханты-Мансийск | Ханты-Мансийск |
| Очков         | Место         | Инд       | Спр       | Эст       | Спр        | Пр         | Эст        | Инд     | Спр     | Пр      | Эст     | Спр     | МС      | Спр        | МС         | Эст        | Инд      | Спр      | Пр       | Спр         | Пр          | Инд         | МС          | Эст         | См          | Спр         | Пр          | Спр           | Пр            | МС            | Спр            | МС             | См             |
| 563           | 11            | 23        | 41        | 1         | 84         | —          | 4          | 5       | 34      | 11      | 2       | 37      | 22      | 22         | 11         | —          | 27       | 22       | 16       | 1           | 3           | 60          | 8           | 6           | —           | 7           | 3           | 23            | 18            | 7             | 37             | 10             | —              |

| 2008/09 Итоги | 2008/09 Итоги | Эстерсунд | Эстерсунд | Эстерсунд | Хохфильцен | Хохфильцен | Хохфильцен | Хохфильцен | Хохфильцен | Хохфильцен | Оберхоф | Оберхоф | Оберхоф | Рупольдинг | Рупольдинг | Рупольдинг | Антхольц | Антхольц | Антхольц | ЧМ Пхёнчхан | ЧМ Пхёнчхан | ЧМ Пхёнчхан | ЧМ Пхёнчхан | ЧМ Пхёнчхан | ЧМ Пхёнчхан | Уистлер | Уистлер | Уистлер | Тронхейм | Тронхейм | Тронхейм | Ханты-Мансийск | Ханты-Мансийск | Ханты-Мансийск |
| Очков         | Место         | Инд       | Спр       | Пр        | Спр        | Пр         | Эст        | Инд        | Спр        | Эст        | Эст     | Спр     | МС      | Эст        | Спр        | Пр         | Спр      | Пр       | МС       | Спр         | Пр          | Инд         | См          | МС          | Эст         | Инд     | Спр     | Эст     | Спр      | Пр       | МС       | Спр            | Пр             | МС             |
| 293           | 29            | 28        | 58        | 54        | 28         | 10         | 11         | 58         | 17         | 3          | 4       | 33      | 15      | 6          | 68         | —          | 38       | 28       | —        | 43          | 39          | 23          | —           | —           | 4           | 1       | 43      | 2       | 42       | 15       | 9        | 72             | —              | 17             |

| 2007/08 Итоги | 2007/08 Итоги | Контиолахти | Контиолахти | Контиолахти | Хохфильцен | Хохфильцен | Хохфильцен | Поклюка | Поклюка | Поклюка | Оберхоф | Оберхоф | Оберхоф | Рупольдинг | Рупольдинг | Рупольдинг | Антхольц | Антхольц | Антхольц | ЧМ Эстерсунд | ЧМ Эстерсунд | ЧМ Эстерсунд | ЧМ Эстерсунд | ЧМ Эстерсунд | ЧМ Эстерсунд | Пхёнчхан | Пхёнчхан | Пхёнчхан | Ханты-Мансийск | Ханты-Мансийск | Ханты-Мансийск | Хольменколлен | Хольменколлен | Хольменколлен |
| Очков         | Место         | Инд         | Спр         | Пр          | Спр        | Пр         | Эст        | Инд     | Спр     | Эст     | Эст     | Спр     | МС      | Эст        | Спр        | Пр         | Спр      | Пр       | МС       | Спр          | Пр           | См           | Инд          | МС           | Эст          | Спр      | Пр       | См       | Спр            | Пр             | МС             | Спр           | Пр            | МС            |
| 9             | 83            | 31          | 89          | —           | 30         | 30         | 4          | 26      | 54      | —       | —       | 59      | —       | —          | 87         | —          | 29       | 43       | —        | —            | —            | 7            | —            | —            | —            | 52       | 47       | —        | 73             | —              | —              | —             | —             | —             |

| 2006/07 Итоги | 2006/07 Итоги | Эстерсунд | Эстерсунд | Эстерсунд | Хохфильцен | Хохфильцен | Хохфильцен | Хохфильцен | Хохфильцен | Хохфильцен | Оберхоф | Оберхоф | Оберхоф | Рупольдинг | Рупольдинг | Рупольдинг | Поклюка | Поклюка | Поклюка | ЧМ Антхольц | ЧМ Антхольц | ЧМ Антхольц | ЧМ Антхольц | ЧМ Антхольц | ЧМ Антхольц | Лахти | Лахти | Лахти | Хольменколлен | Хольменколлен | Хольменколлен | Ханты-Мансийск | Ханты-Мансийск | Ханты-Мансийск |
| Очков         | Место         | Инд       | Спр       | Пр        | Спр        | Пр         | Эст        | Спр        | Спр        | Эст        | Эст     | Спр     | Пр      | Эст        | Спр        | МС         | Спр     | Пр      | МС      | Спр         | Пр          | Инд         | См          | Эст         | МС          | Инд   | Спр   | Пр    | Инд           | Пр            | МС            | Спр            | Пр             | МС             |
| 0             | —             | —         | —         | —         | —          | —          | —          | —          | —          | —          | —       | —       | —       | —          | —          | —          | —       | —       | —       | —           | —           | —           | —           | —           | —           | 66    | 64    | —     | 71            | —             | —             | 58             | 49             | —              |

| 2005/06 Итоги | 2005/06 Итоги | Эстерсунд | Эстерсунд | Эстерсунд | Хохфильцен | Хохфильцен | Хохфильцен | Осрблье | Осрблье | Осрблье | Оберхоф | Оберхоф | Оберхоф | Рупольдинг | Рупольдинг | Рупольдинг | Антхольц | Антхольц | Антхольц | ОИ Турин | ОИ Турин | ОИ Турин | ОИ Турин | ОИ Турин | Поклюка | Поклюка | Поклюка | Контиолахти | Контиолахти | Контиолахти | Хольменколлен | Хольменколлен | Хольменколлен |
| Очков         | Место         | Спр       | Пр        | Эст       | Инд        | Спр        | Эст        | Инд     | Спр     | Пр      | Эст     | Спр     | МС      | Эст        | Спр        | Пр         | Спр      | Пр       | МС       | Инд      | Спр      | Пр       | Эст      | МС       | Спр     | Пр      | См      | Спр         | Пр          | МС          | Спр           | Пр            | МС            |
| 0             | —             | —         | —         | —         | —          | —          | —          | —       | —       | —       | —       | —       | —       | —          | —          | —          | —        | —        | —        | —        | —        | —        | —        | —        | —       | —       | —       | —           | —           | —           | 65            | —             | —             |